# Cephonodes apus
Espèce
Cephonodes apus est une espèce d'hétérocères de la famille des Sphingidae, sous famille des Macroglossinae tribu des Dilophonotini et du genre Cephonodes.

## Description
Le dessus de l'abdomen est bicolore : la moitié antérieure est verte et la moitié postérieure est rouge. Le dessus de la tête, le thorax, la base des ailes et les quatre premiers segments abdominaux sont d'un vert uni. Le cinquième segment abdominal est rouge, et les segments six à huit sont rouge mêlé de vert. La touffe abdominale est brun-orangé. Le dessous de l'abdomen est jaune pâle et orange pâle.
Les larves se nourrissent d’Antirhea borbonica.

## Répartition
L'espèce se rencontre à La Réunion et à l'île Maurice.

## Systématique
L'espèce Cephonodes apus a été décrite en 1833 par le naturaliste français Jean-Baptiste Alphonse Dechauffour de Boisduval sous le protonyme Macroglossa apus,.
Cephonodes apus a pour synonymes :
- Cephonodes hylas Butler, 1877
- Macroglossa apus Boisduval, 1833

### Publication originale
- (fr + la) Boisduval, Faune entomologique de Madagascar, Bourbon et Maurice : lépidoptères, Paris, Librairie encyclopédique de Roret, 1833, 122 p. (lire en ligne), p. 79.